# Sceloporus unicanthalis
Sceloporus unicanthalis (південно-західна купинна ігуана) — вид ігуаноподібних ящірок родини фриносомових (Phrynosomatidae). Ендемік Мексики.

## Поширення і екологія
Південно-західні купинні ігуани мешкають в штатах Халіско і Наярит, на захід від озера Чапала. Вони живуть в посушливих місцевостях, в купинах трави біля підніжжя скель, на висоті до 1500 м над рівнем моря.